# Дабніа
Дабніа (груз. დაბნია) — село в Грузії.
За даними перепису населення 2014 року в селі проживає 127 осіб.